# Juan Pablo Mohr
Juan Pablo Mohr Prieto (Chile, 9 de febrero de 1987-K2, Pakistán, 6 de febrero de 2021) fue un arquitecto y montañista chileno, especializado en el ascenso de ochomiles. En 2017 ascendió el Annapurna y al año siguiente el Manaslu. En 2019, completó junto a Sergi Mingote las ascensiones al Lhotse y al Dhaulagiri, a los que Mohr sumó el Everest.

## Biografía
En 2012, se graduó como arquitecto en la Universidad Diego Portales y luego se dedicó a realizar cursos de montañismo y rescate. Creó la Fundación DeporteLibre, organización sin fines de lucro que crea infraestructura deportiva pública en espacios abandonados.
En 2017, junto a Sebastián Rojas lograron hacer cumbre en el Annapurna (8091 m s. n. m.), convirtiéndose en los primeros chilenos en lograr esta hazaña. En 2019, Mohr se inscribió en los Récord Guinness al ser la primera persona en realizar el ascenso a la cumbre del Lhotse (8.516 m s. n. m.), para luego hacer el Everest (8.848 m s. n. m.) sin pausa, esto es sin tener que volver al campamento base en menos de una semana, sin ayuda de sherpas y sin oxígeno. En octubre del mismo año, efectuó un ascenso en las mismas condiciones al Dhaulagiri (8.167 m s. n. m.), también sin oxígeno complementario y sin la ayuda de sherpas.
Tras estos ascensos, Mohr comenzó a delinear un proyecto para subir hasta la cumbre más alta de cada una de las dieciséis regiones de Chile y construir refugios de montaña en todas ellas, declarando que «como arquitecto quiero diseñar y hacer refugios en las montañas más altas de cada región para expandir el montañismo en Chile», desarrollando también talleres de montañismo y capacitaciones a las comunidades locales con el objetivo de generar un sistema que permita la administración local de cada refugio y se generen actividades que potencien la cultura de montaña, con el apoyo del Ministerio de Bienes Nacionales, el Instituto Nacional del Deporte y del Servicio Nacional de Turismo.

## Accidente en el K2
A fines de 2020, Mohr viajó al K2 junto con Sergi Mingote para ser pioneros en ascenderlo en pleno invierno. Mohr se encontraba con Mingote cuando este cayó y murió el 16 de enero de 2021. Tras la muerte de su compañero, Mohr decidió continuar su intento con la alpinista italiana Tamara Lunger, quien posteriormente tampoco pudo continuar. Mohr entonces siguió la ruta de ascenso junto a los pakistaníes Muhammad Alí y Sajid Sadpara y al islandés John Snorri Sigurjónsson. Sajid, hijo de Muhammad de 21 años, se vio obligado a regresar desde la zona denominada «cuello de botella» del K2 debido a un mal funcionamiento de su regulador de oxígeno. El viernes 5 de febrero, cuando el trío se aprestaba a conquistar la cumbre, se perdió el contacto con sus dispositivos GPS, presumiblemente congelados por el frío extremo en la zona. El sábado 6 se reportaron desaparecidos y se inició la búsqueda con ayuda de helicópteros del ejército pakistaní que alcanzaron a subir unos 7 mil metros, pero por las adversas condiciones climáticas debieron suspender el rescate sin avistar a Mohr y sus compañeros. Finalmente, el 18 de febrero el gobierno de Pakistán declaró como fallecidos a Mohr y los otros dos montañistas desaparecidos en el K2. «Hemos llegado a la conclusión de que los escaladores ya no están en este mundo», sostuvo el ministro de Turismo, Raja Nasir Ali Khan quien explicó que la decisión de darlos como fallecidos fue tomada por las autoridades gubernamentales, el ejército y las familias de los montañistas, tras casi dos semanas de búsqueda en medio de malas condiciones climáticas.
El 26 de julio de 2021, se confirmó el hallazgo del cuerpo de Mohr junto al de las otras dos personas que habían desaparecido con él. Su familia, luego de viajar a Pakistán, decidió dejar su cuerpo en la montaña declarando que el lugar es "uno de los mejores para su descanso".